# The Midnight Alarm
The Midnight Alarm er en amerikansk stumfilm fra 1923 af David Smith.

## Medvirkende
- Alice Calhoun som Sparkle / Mrs. Thornton
- Percy Marmont som Harry Westmore
- Cullen Landis som Chaser
- Joseph Kilgour som Silas Carrington
- Maxine Elliott Hicks som Aggie
- George C. Pearce som Mr. Tilwell